# Agrostis solandri
Agrostis solandri é uma espécie de gramínea do gênero Agrostis, pertencente à família Poaceae.